# Qasr al-Hayrach-Charqi

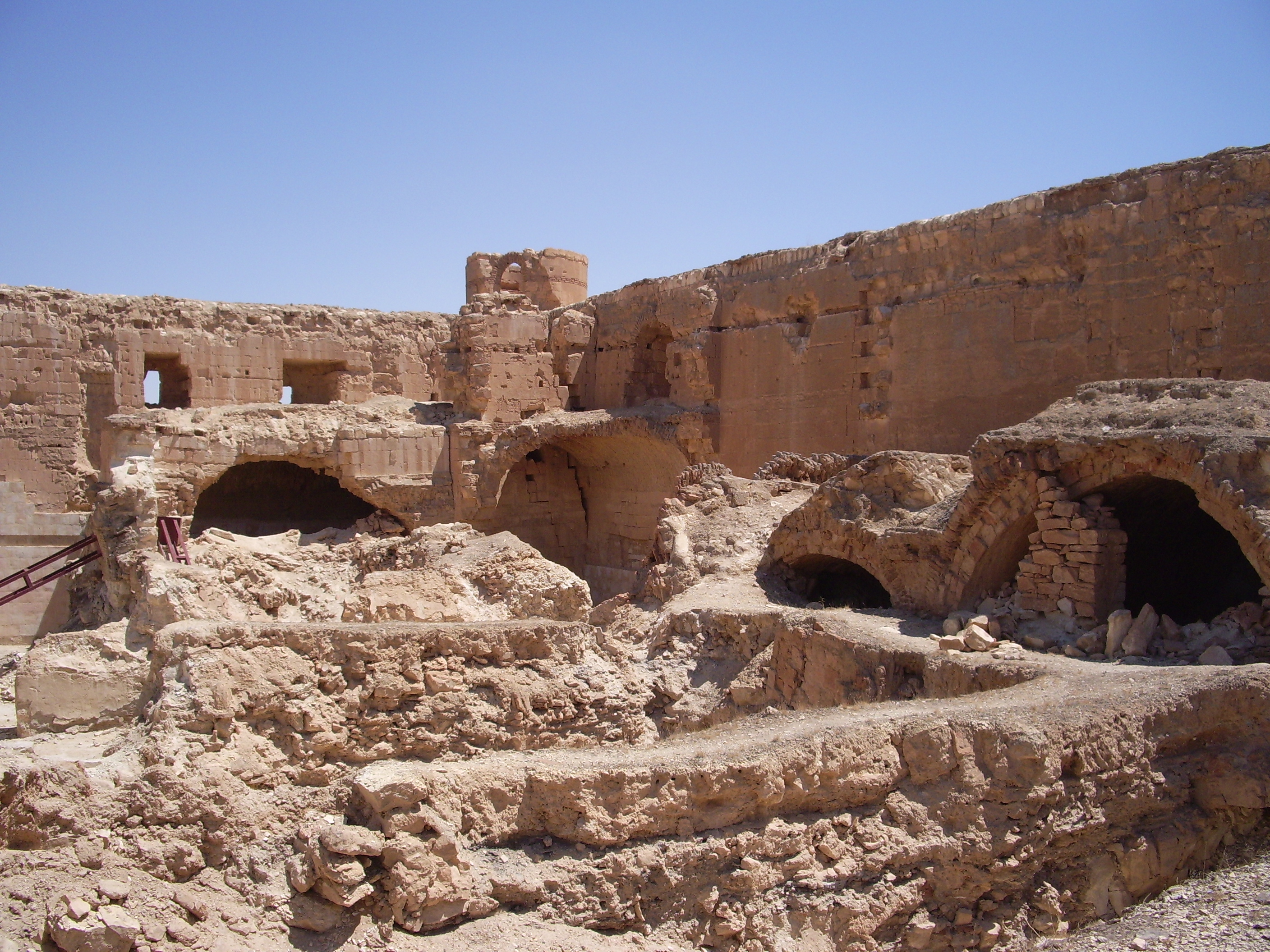
Del av yttermuren.

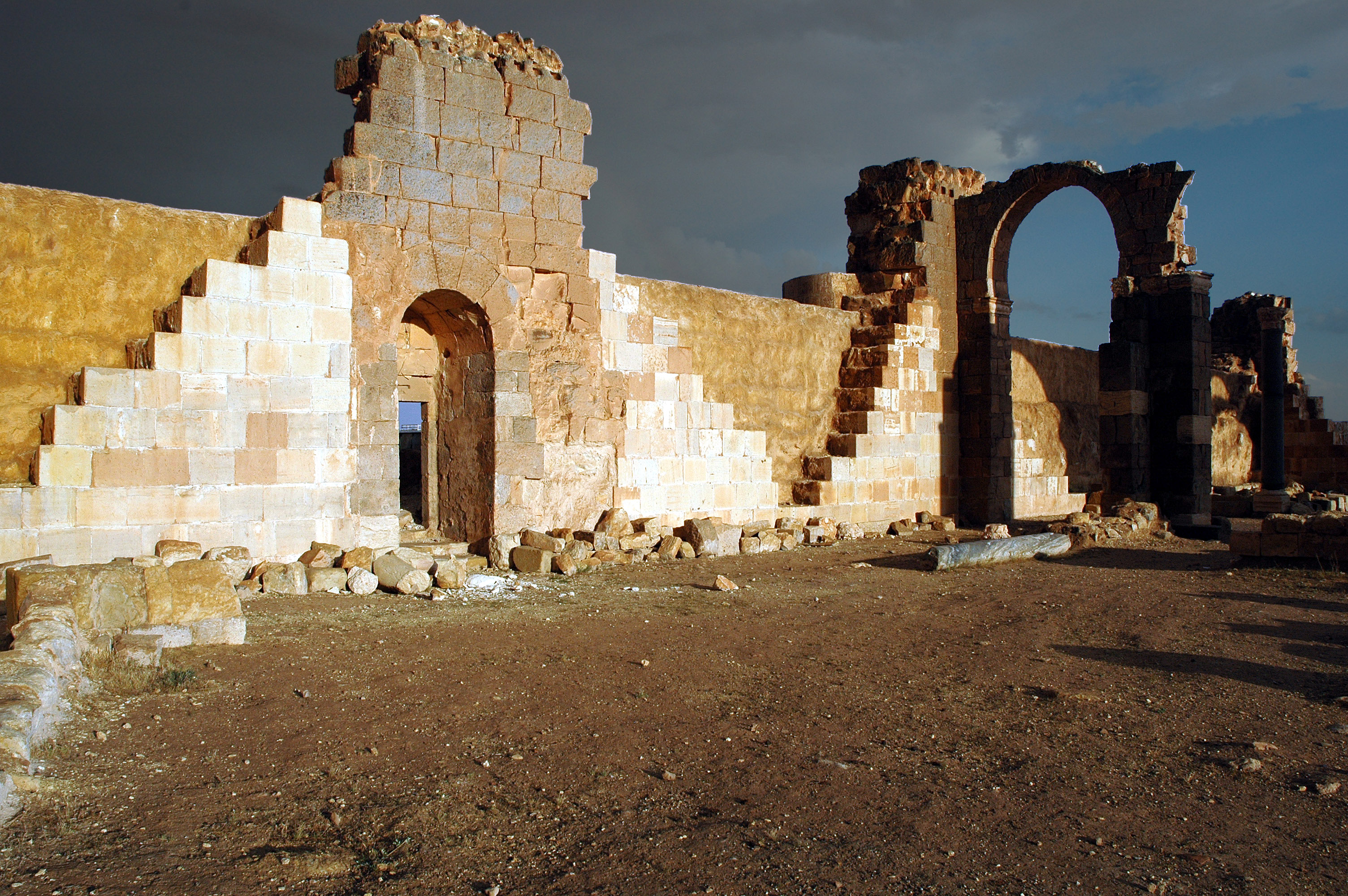
Del av en entréportalen.

Qasr al-Hayrach-Charqi (även Qasr al-Heir al-Sharqi Qasr al-Hayr al-Sharqi, Qasr al-Hayr ach-Charqi och Qasr al-Chair al-Sharqi, arabiska قصر الحير الشرقي) är en ökenborg
i östra Syrien. Det är ett av de kvarvarande ökenslotten tillsammans med Qasr al-Hayrach-Gharbi i Syrien. Qasr betyder palats eller borg och Charqi betyder östra. Byggnaden och området är upptagen på Unescos lista över tentativa världsarv.

## Byggnaden
Ökenslottet ligger i muhafazah Homs cirka 100 km nordöst om staden Palmyra, cirka 60 km söder om antika Resafa/Sergiopolis och cirka 20 km nordöst om Al-Sukhna. Slottet ligger i den Syriska öknen.
Området omfattade 2 byggkomplex, 1 badhus och en vattenkanal, hela området omgavs av en yttre avgränsning cirka 17 km lång och täckte cirka 7 x4 kilometer. Hela området omgavs av ett parkområde (så kallat hayr).
Byggnaderna omfattar 2 komplex och är huvudsakligen uppfört i tegelsten, det mindre komplexet mäter cirka 70 x 70 meter  och omgärdades av 12 torn och hade entrén på den västra fasaden. Detta var troligen en karavanstation (så kallat khan). Det större komplexet mäter cirka 160 x 160 meter och omgärdades av14 torn och var uppbyggd som en fyrkant med en entré på varje sida, här fanns en cistern, en moské och mindre bostadshus. Avståndet mellan byggnaderna är cirka 40 meter med en minaret halvvägs emellan.
Cirka 60 meter nordväst om det mindre komplexet finns lämningar efter ett badhus (så kallat hamam).
Byggstilen utgör en blandning av mesopotamisk, bysantinsk och islamisk arkitektur.

## Historia
Qasr al-Hayrach-Charqi uppfördes under Umayyadernas kalifat under kalifen Hisham ibn Abd al-Malik kring år 728. Bygget uppfördes på en tidigare bysantinsk byggnad.
Borgen användes från början som kalifens lantställe, karavanseraj och som försvarsanläggning mot ökenstammar. Senare minskade Umayyadernas inflytande i området och borgen övertogs av Abbasiderna  under kalif Harun al-Rashid. Byggnaden användes fram till 1300-talet.
Några av fynden förvaras idag på National Museum of Aleppo i Aleppo.
År 1999 uppsattes platsen på Unescos tentativa världsarvslista.